# Edema cerebral
L'edema cerebral és l'excés d'acumulació de líquid (edema) als espais intracel·lulars o extracel·lulars del cervell. Això normalment causa una deteriorada funció nerviosa, augment de la pressió al crani i, eventualment, pot conduir a la compressió directa del teixit cerebral i dels vasos sanguinis. Els símptomes varien segons la ubicació i l'extensió de l'edema i generalment inclouen mal de cap, nàusees, vòmits, somnolència, alteracions visuals, marejos i, en casos greus, coma i mort.
L'edema cerebral s'observa habitualment en una varietat de lesions cerebrals incloses un ictus isquèmic, hemorràgia subaracnoide, lesió cerebral traumàtica, hematoma subdural, epidural o intracerebral, hidrocefàlia, càncer de cervell, infeccions cerebrals, baixos nivells de sodi en sang, alta alçada i insuficiència hepàtica aguda. El diagnòstic es basa en símptomes i descobriments d'examen físic i es confirma mitjançant neuroimatges en sèrie (tomografies computades i ressonància magnètica).
El tractament de l'edema cerebral depèn de la causa i inclou el seguiment de la via aèria de la persona i la pressió intracraneal, posicionament adequat, hiperventilació controlada, medicaments, control de fluids, glucocorticoides. L'edema cerebral extens també es pot tractar quirúrgicament amb una craniectomia descompressiva. L'edema cerebral és una de les principals causes de dany cerebral i contribueix significativament a la mortalitat d'ictus isquèmics i lesions traumàtiques cerebrals.
Com que l'edema cerebral està present amb moltes patologies cerebrals comunes, l'epidemiologia de la malaltia no es defineix fàcilment. La incidència d'aquest trastorn s'ha de considerar en termes de les seves causes potencials i està present en la majoria dels casos de lesions cerebrals traumàtiques, tumors del sistema nerviós central, isquèmia cerebral i hemorràgia intracerebral. Per exemple, l'edema cerebral maligne estava present en aproximadament el 31% de les persones amb ictus isquèmics als 30 dies després de l'aparició.